# Романюк, Виктор Владимирович
Виктор Владимирович Романюк (22 января 1947, Пятихатки, Днепропетровская область — 25 октября 2017, Днепр) — советский футболист, нападающий.
Воспитанник ДЮСШ Вольногорск, в 1966 году играл в чемпионате Днепропетровской области за местный «Авангард». В 1967 году выступал в классе «Б» за «Сталь» Днепропетровск — это был единственный сезон клуба в соревнованиях команд мастеров. С 1968 года — в составе днепропетровского «Днепра», вместе с которым в 1971 году вышел в высшую лигу. В 1972—1973, 1975—1976 годах в чемпионате СССР провёл 89 матчей, забил 22 гола. Пять раз подряд становился лучшим бомбардиром клуба.
В 1978—1980 годах был играющим главным тренером команды «Пресс» из чемпионата Днепропетровской области. В 1984—2004 — директор ДЮСШ № 12.
Скончался 25 октября 2017 года.